# Kościół Matki Boskiej Częstochowskiej w Przechlewie
Kościół Matki Boskiej Częstochowskiej – rzymskokatolicki kościół filialny należący do parafii św. Anny w Przechlewie (dekanat Borzyszkowy diecezji pelplińskiej). Jest jednym z dwóch rejestrowanych zabytków we wsi.

## Historia

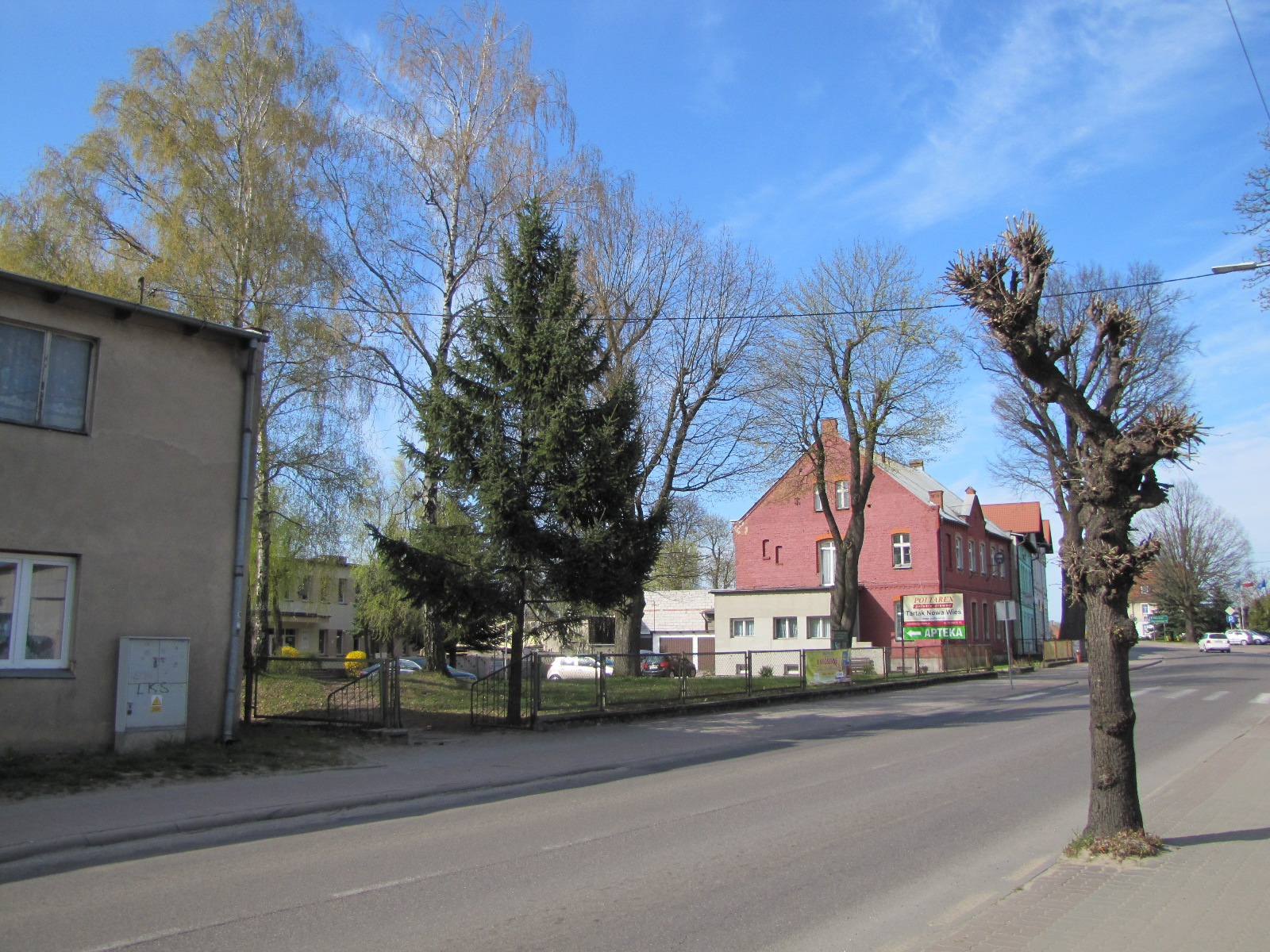
Lokalizacja nieistniejącego, pierwszego kościoła ewangelickiego w Przechlewie. W głębi budynek dawnej pastorówki

W 1893 r. utworzono parafię ewangelicką w Przechlewie, a w 1896 r. rozpoczęto wznoszenie pierwszego kościoła, który ukończono rok później. Znajdował się w miejscu obecnego parkingu przed Ośrodkiem Zdrowia „Eskulap” (53°47′58″N 17°15′09″E/53,799444 17,252500). Był to ceglany kościół salowy z wieżą nad wejściem i prosto zamkniętym prezbiterium, skierowanym na zachód. Na północ od kościoła wzniesiono zachowany do dziś budynek pastorówki (ul. Człuchowska 12). Pierwszym pastorem parafii był Paul Hartwig, a następnym Heinrich Borowski. Kościół został opuszczony z powodu zagrzybienia i rozebrany w 1907 r.
W 1911 r. wzniesiono drugą świątynię na parceli po przeciwnej stronie ulicy. Uroczyste poświęcenie kościoła odbyło się 29 czerwca. W 1925 r. parafia ewangelicka liczyła 754 wiernych. Ostatnim ewangelickim pastorem w Przechlewie był Erwin Zarbock. Gdy w trakcie II wojny światowej został powołany do armii niemieckiej i zginął na froncie wschodnim parafia opustoszała. Po wojnie opuszczony i niszczejący kościół planowano wykorzystać jako salę gimnastyczną lub magazyn nawozów sztucznych. Ostatecznie w 1957 r. został przekazany parafii katolickiej i poświęcony 19 maja jako kościół filialny pw. Matki Boskiej Częstochowskiej. W 2001 r. kościół wpisano do rejestru zabytków, a w 2019 r. przywrócono pierwotną polichromię stropu prezbiterium.

## Architektura

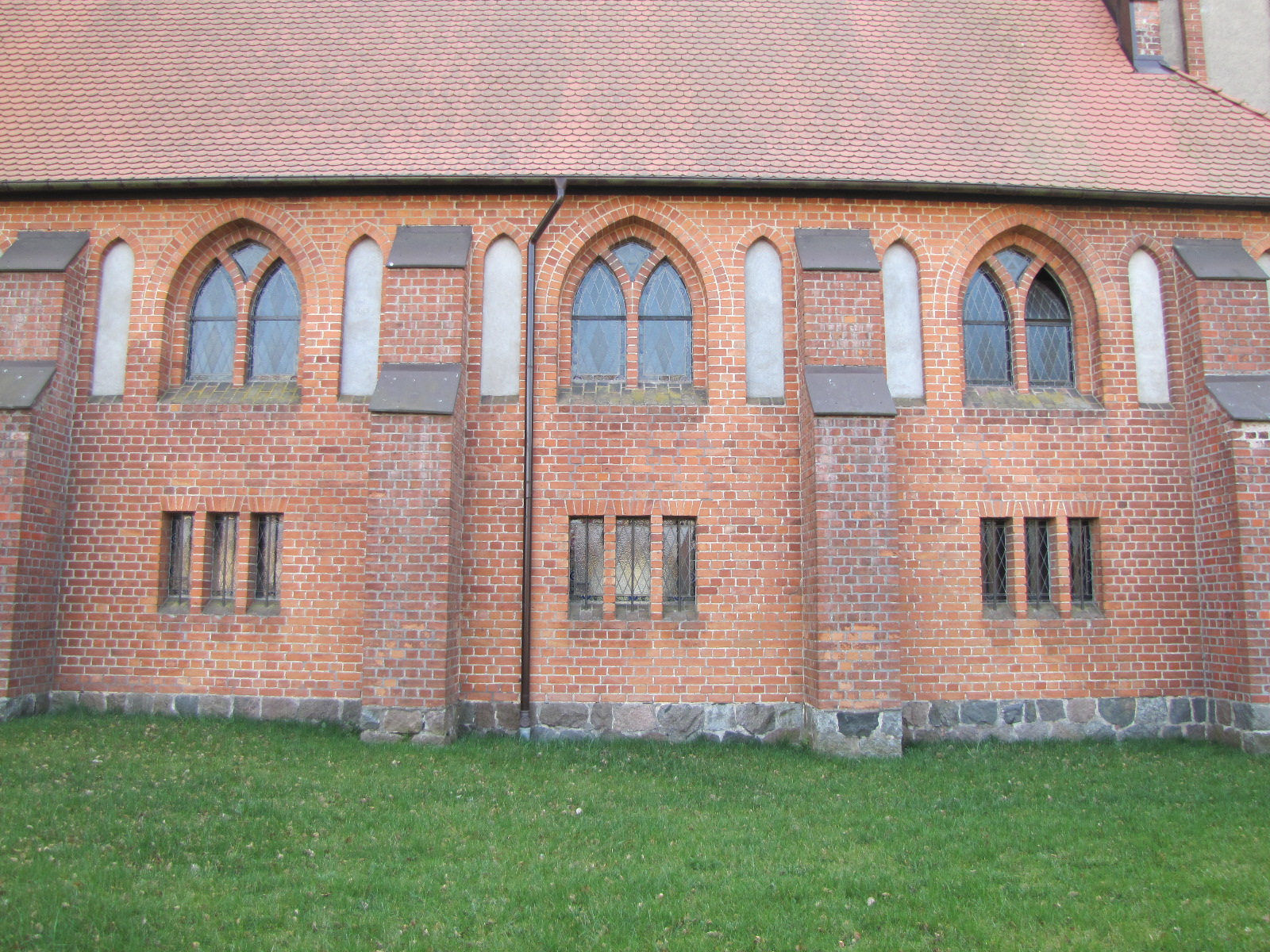
Dekoracje ścian nawy

Kościół wybudowany został na rzucie wydłużonego prostokąta z węższym prostokątnym prezbiterium od strony południowo-wschodniej i kwadratową wieżą od strony południowo-zachodniej. Pierwotnie wieża nakryta była wysokim czerospadowym dachem, który po II wojnie światowej zastąpiono niskim, dwuspadowym. Przy prezbiterium od strony północno-wschodniej znajduje się zakrystia wzniesiona na planie prostokąta, wychodząca poza linię murów nawy, natomiast od strony południowo-zachodniej jest umieszczona prostokątna klatka schodowa. Kościół jest budowlą jednonawową z emporą znajdującą się przy trzech bokach nawy. 
Do wyposażenia świątyni należą chrzcielnica wykonana ze sztucznego kamienia ze srebrną misą, krucyfiks, dwa świeczniki korpusowe, empora ozdobiona sześcioma malowidłami, ławki pochodzące z czasów budowy świątyni.